# Rusty LaRue
Rusty LaRue (Winston-Salem, Észak-Karolina, 1973. december 10. –) amerikai        sportoló, a Wake Forest Egyetem történetének egyik legnagyszerűbb atlétája, aki fő sportága, a kosárlabda mellett amerikaifutballban és baseballban is jeleskedett. Az iskola elvégzése után az NBA-be került, ahol 1998-ban a Chicago Bulls csapatával bajnokságot is nyert.

## Középiskola és az egyetem
LaRue a Northwest Senior Középiskolában tanult, Greensboroban (Észak-Karolina). Már itt számos elismerésben volt része, mindhárom választott sportjában állami (All-State) kitüntetést kapott, végzős évében, 1993-ban Észak-Karolina Év Atlétája lett. Számos felsőoktatási intézmény édesgette ösztöndíjjal magához, ő azonban – részben a szülővárosi kötődés miatt, részben azért mert szabad kezet kapott a sportolás terén – a Wake Forestet választotta, tervei szerint kosarasként és futballistaként szeretett volna bizonyítani az ACC-ben. Erre lehetősége is nyílt, sőt egy évig még baseballozott is, így ő lett az ACC konferencia első olyan játékosa, aki egy évben három sportágat is űzött egyszerre.
LaRue legnagyobb sikereit vitathatatlanul a futballpályákon érte el. Újonc irányítóként, 1992-ben a Wake Forestet az Independence Bowlra vezette, amit 39-35 arányban meg is nyert a csapat. Senior, azaz végzősként nyolc NCAA rekordot állított fel, többek között az egy meccs alatt dobott legtöbb sikeres passzáét (55). Azonban LaRue kosárlabdában is nagyszerű volt, a Demon Deacons őt soraiban tudva sorozatban négyszer jutott be a rájátszásba (NCAA Tournament). Az iskola történetében ő dobta a második legtöbb hárompontost, ezen kísérletek dobószázalékában pedig minden korábbi WF hallgatót megelőzött.

## Profi karrier
Az egyetem után LaRue úgy döntött, hogy csak és kizárólag a kosárlabdára koncentrál. Bár senki nem draftolta, 1997-ben bekerült a Chicago Bulls keretébe, miután egy évig még alacsonyabb osztályokban edződött. Az 1997–98-as NBA szezon során 3,5 pontátlagot ért el, a kevés játéklehetőség miatt így nem tudott tevékeny részese lenni a bajnoki aranygyűrűket bezsebelő álomcsapatnak. Michael Jordan, Scottie Pippen, Dennis Rodman és Steve Kerr távozásával jóval nagyobb szerephez jutott, pontátlaga 4,7, asszisztátlaga 1,5, hárompontos-mutatója 33,7%-os lett. A Bulls viszont az újjáalakulási folyamat egyik újabb fázisaként az 1999–2000-es idény közben kitette őt, ezután útja egészen Oroszországig, a CSKA Moszkváig vezetett.
Egy évnyi orosz légióskodást követően LaRue visszatért az Egyesült Államokba, 2001-ben igen rövid időt a Utah Jazznél töltött, ám Európától nem szakad el végleg, az olasz Pallacanestro Varese szerződtette. 2003-ban az újabb öreg kontinensen tett kiruccanást követően még egyszer megpróbálkozott az NBA-be kerüléssel. A Boston Celticstől kapott eséllyel nem sikerült élnie, már az alapszakasz kezdete előtt kikerült a keretből, majd négy meccsen még magára húzhatta a Golden State Warriors mezét.

## Edzői pálya
2004-ben LaRue úgy határozott, hogy szögre akasztja a teremcipőjét és a mágnestáblák világába lépve edző lesz. Első állása a Greensboro Főiskola kosárlabdázóinak edzése volt, egy szezon után pedig a Forysth Country Day Iskola ajánlatát fogadta el, ahol jelenleg is mint a férfi kosárcsapat főedzője, illetve a futballisták másodedzőjeként tevékenykedik. Emellett megnyitotta a Rusty LaRue Kosárlabda Akadémiát.